# 工藤広
工藤 広（くどう ひろし、1949年10月15日 - ）は、日本の政治家。北海道稚内市長（4期）。

## 来歴
北海道稚内市出身。北海道大学経済学部卒業。稚内市役所に入庁し企画調整部長、経済部長などを歴任した。2005年（平成17年）3月、稚内市助役に就任。2007年（平成19年）4月、稚内市副市長に就任。2010年（平成22年）12月、副市長を退職。
2011年（平成23年）4月24日に行われた稚内市長選に民主党と自由民主党の推薦を得て出馬。建設会社社長の長谷川伸一の猛攻をしりぞけ初当選した（工藤：11,942票、長谷川：11,726票）。投票率は75.80％だった。5月1日、市長就任。
2015年（平成27年）、無投票で再選。
2019年（平成31年）の市長選は自民党の推薦を受け、元市議の川崎真敏と会社員の古我友一を破り3選。
2023年（令和5年）の市長選は自民党と立憲民主党の推薦を受け、元市議の佐々木政美を破り4選。